# 連邦直轄部族地域

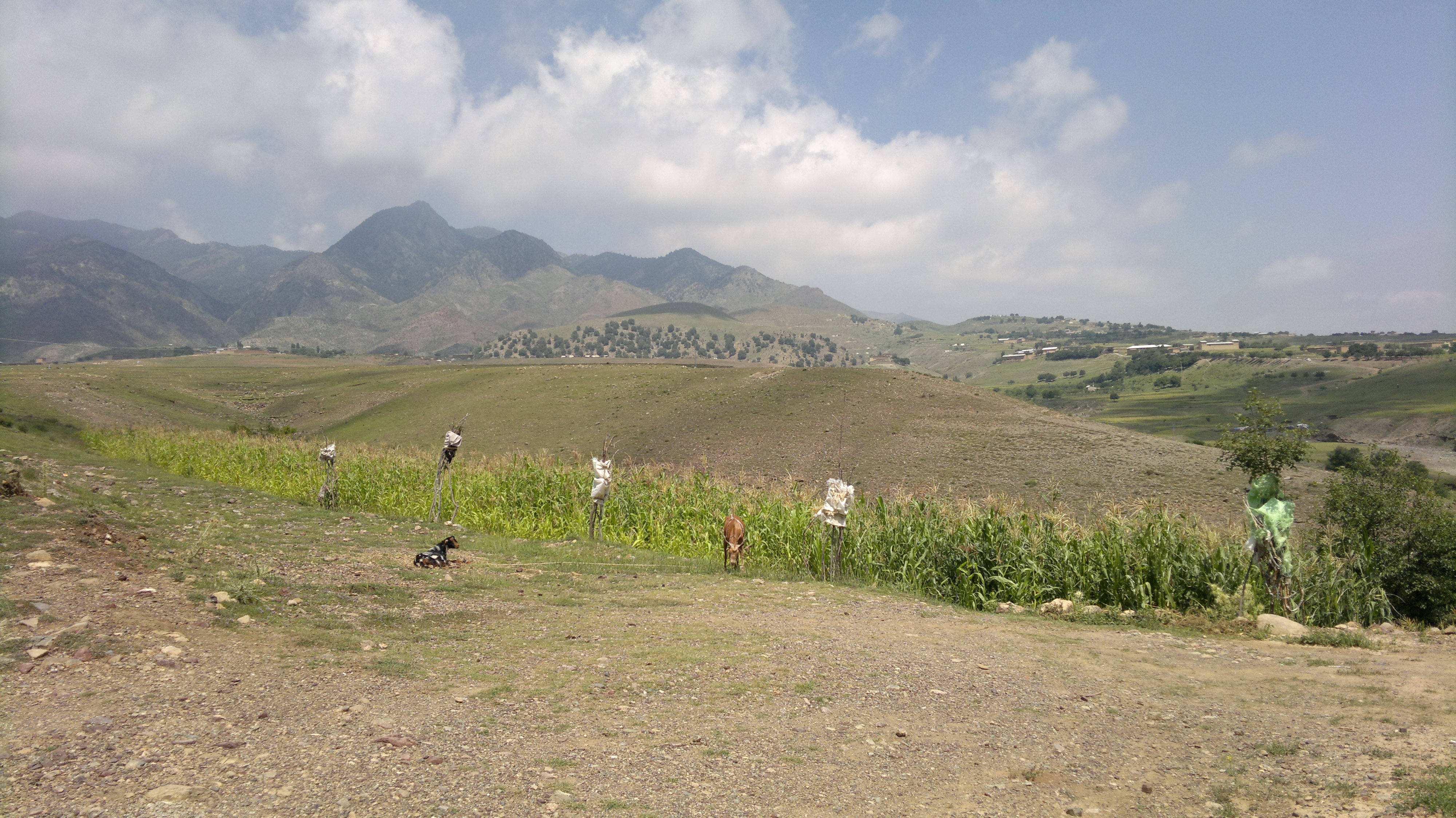
北ワジリスタン管区のラズマク（2012年）

連邦直轄部族地域（ウルドゥー語: وفاقی منتظم شدہ قبائیلی علاقہ جات、パシュトー語: وسطي قبایلي سیمې، منځنۍ پښتونخوا、英語: Federally Administered Tribal Areas）は、パキスタン北西部にかつて存在した自治地域である。英語名の頭文字をとったFATAや単にトライバルエリアと呼ばれることがある。イギリス領時代の1901年に成立した辺境犯罪規則が適用され、パキスタン政府の直轄にあった。行政の中心は隣接するカイバル・パクトゥンクワ州の州都ペシャーワルに置かれていた。ISO 3166-2:PKはPA-TAが割り当てられていた。
パキスタンで最も辺境の地域と言われ、また憲法によって事実上現地の部族による自治が認められていた。そのためパキスタンの法律制度が行き渡っておらず、犯罪行為が横行しテロ組織や反政府武装勢力の温床となっていた。特に地域南部のワズィーリスターン（ワジリスタン）は隣国アフガニスタンから逃れてきたアルカーイダやターリバーン、反政府勢力のパキスタン・ターリバーン運動などが潜伏しているとされ、パキスタンおよび同盟国のアメリカ合衆国らによる掃討作戦が実施されている（ワジリスタン紛争）。
FATAの総人口は2017年で約500万人。また域内住民の内都市部に居住するのは3.1%に過ぎない。ウルドゥー語と英語が公用語とされているが、多数派のパシュトー語や一部でペルシア語が話されている。
2017年3月2日にパキスタン政府はFATAを廃止し、カイバル・パクトゥンクワ州へ編入することを検討した。これについて一部政党は反発しており、FATAを州へ昇格するよう政府へ要求したが、2018年5月31日の憲法改正によってカイバル・パクトゥンクワ州に統合された。

## 地理
FATAは西にアフガニスタンとデュアランド・ラインで国境を接し、東にカイバル・パクトゥンクワ州（旧「北西辺境州」）とパンジャーブ州、南にバローチスターン州と州境を接する。
- パシュトゥーニスタン
  - ヌーリスターン州
  - クナル州
  - ラグマーン州
  - ナンガルハール州
  - ロヤ・パクティーカー（英語版）（パクティーカー州、パクティヤー州、ホースト州）
  - ワズィーリスターン

## 歴史

### 黄金の三日月地帯
1947年、ワズィーリスターンがパキスタンに編入されると、1950年代からこの地域はアヘンの生産と取引の中心地となり、1980年代には世界の主要な供給源になった。

### ワジリスタン紛争
2003年からターリバーンはこの地域を中心に活動しており、ターリバーン支持部族や武装勢力が、パキスタン軍と政府支持部族およびアメリカ軍と断続的に交戦を行っている。ターリバーンの支配を嫌う人々は地域から逃げ出し、難民となっている。この地域の紛争は、パキスタンとアフガニスタンの関係にも影を落としている原因となっている。

## 行政
部族地域にはパキスタン中央政府の支配はわずかしか及んでいない。パキスタンの憲法では、連邦直轄部族地域について、パキスタン連邦議会および州議会の立法権限が及ばない地域であると明記しており、現地の部族勢力にかなりの裁量が許される状態にある。法的には一種の独立状態が認められているこの状態が、テロの温床となっていると指摘されている。
行政は、パキスタン政府ではなく、ジルガと呼ばれる伝統的な部族長会議に委ねられている。ジルガは基本的に男性のみで構成されているが、一部に女性のみのジルガも結成されており、女性の権利向上を訴えている。
地域内に住むパシュトゥーン人を中心とした部族は政府に敵意すらもって独立しているが、アフガニスタンのターリバーン崩壊に伴う摩擦が起きるまではパキスタンの中央政府との関係は概して友好的であった。これらの部族はイギリス統治下で制定された辺境犯罪規則 (Frontier Crimes Law) が適用される。
また、部族はパキスタンの上院・下院に議席を持っている。以前は政党法 (Political Parties Act) が部族地域に及ばなかったため、部族地域の候補は政党に所属せず独立候補として立候補していた。しかし、政党法が及ばないにもかかわらず、1997年の総選挙では部族地域の住民にも投票権が与えられた。

## 行政区分
FATAは7管区の部族地域と6辺境地区から構成される（順は北から南）。
- 7管区の部族地域
  - バージャウル管区（英語版） - en:Khaar
  - ムフマンド管区（英語版）
  - ハイバル管区（英語版）・・・カイバル峠
  - オーラクザイ管区（英語版）
  - クッラム管区（英語版）
  - ワズィーリスターン
    - 北ワジリスタン管区（英語版） - ミーランシャー（英語版）
    - 南ワジリスタン管区（英語版） - ワナ（英語版）
- 6辺境地区（英語版）
  - バンヌ辺境地区（英語版） - バンヌ
  - デーラ・イスマーイール・ハーン辺境地区（英語版） - en:Dera Ismail Khan District
  - コハート辺境地区（英語版） - コハート
  - ラッキ・マルワト辺境地区（英語版） - en:Lakki Marwat District
  - ペシャーワル辺境地区（英語版） - ダッラ・バザール
  - タンク辺境地区（英語版） - en:Jandola

7管区は南北に帯状に延び、西側で、やはり南北に帯状に延びる6辺境地区と接している。ミーラーンシャー（北ワズィーリスターン管区）、バージャウル、ダッラ・バザール（ペシャーワル辺境地区）、ワナ（南ワジリスタン管区）などが主要な町である。

## 経済
部族地域は部族によって統治されており、主な産業は牧畜である。地域内にわずかに存在する肥沃な谷では農業も行われている。灌漑地の面積は全部でおよそ1,000km²である。
パキスタン中央政府と敵対しているため、開発からは取り残されており、パキスタンで最も貧しい地域である。教育も遅れており、1998年の調査では、男性の識字率が29.5%、女性は3%である。産業と呼べるものは、麻薬の栽培と密貿易である。
パキスタン政府によって麻薬関連の活動を大々的に取り締まる試みがなされてきたものの、アフガニスタンからのアヘン密売は依然として問題になっている。